# Liber ad honorem Augusti
Le Liber ad honorem Augusti sive de rebus Siculis (« le Livre en l'honneur de l'Empereur, ou sur les affaires siciliennes » ; également appelé Carmen de motibus Siculis, « Poème sur la révolte sicilienne ») est un récit illustré et épique en couplets élégiaques en latin, écrit à Palerme en 1196 par le poète Pierre d'Éboli (en latin : Petrus de Ebulo). La copie présentée et commandée par le chancelier Conrad de Querfurt, se trouve aujourd'hui à la Bibliothèque municipale de Berne sous la référence Ms. 120. Le titre original est inconnu. Celui donné par tradition, Liber ad honorem Augusti, correspond au titre du livre III, et sive de rebus Siculis aux deux premiers livres.

## Description
Il s'agit du récit de la tentative du roi Tancrède de Lecce pour prendre le contrôle de la Sicile, tentative déjouée par le succès de la campagne militaire d'Henri VI, empereur du Saint-Empire. Composée en l'honneur d'Henri VI et destiné à lui être présenté, le poème est réparti en trois livres, dont le dernier en une louange à Henri VI et 52 particules numérotées en continu, écrit dans un style poli et un sophistiqué. Il est souvent moqueur et extrêmement partial (voir par exemple la partie. 4 ; 7-9 ; 25f et les illustrations), mais une fois que cette déformation est prise en compte, le texte est une source historique et un outil utile et détaillé. Il contient beaucoup d'informations sur Constance de Sicile, l'épouse d'Henri VI (partie 20 sqq.) et la naissance de son fils Frédéric II, empereur du Saint-Empire romain (partie 43).
À chaque page ouvrant une colonne de texte latin est confronté une illustration pleine page avec de brèves légendes. Ce beau volume donne une image riche de la vie en Italie et en Sicile au XIIe siècle : il peut être comparé à la tapisserie de Bayeux datant du XIe siècle. La caricatures féroces de Tancrède, qui est dépeint presque de taille et de caractéristiques simiesques, correspondent à la propagande déformante du texte.

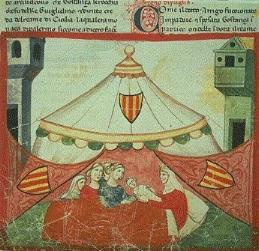
Naissance de Frédéric II.
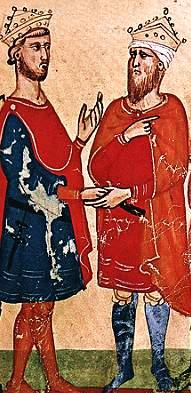
Frédéric II (à gauche).
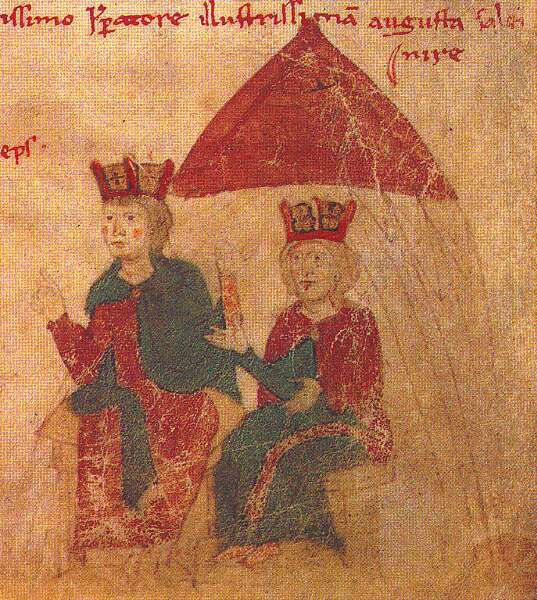
Henri VI du Saint-Empire et Constance de Sicile.
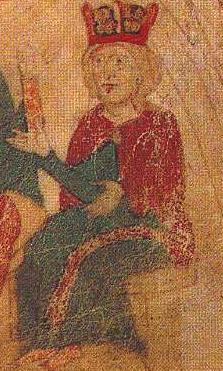
Constance de Sicile.
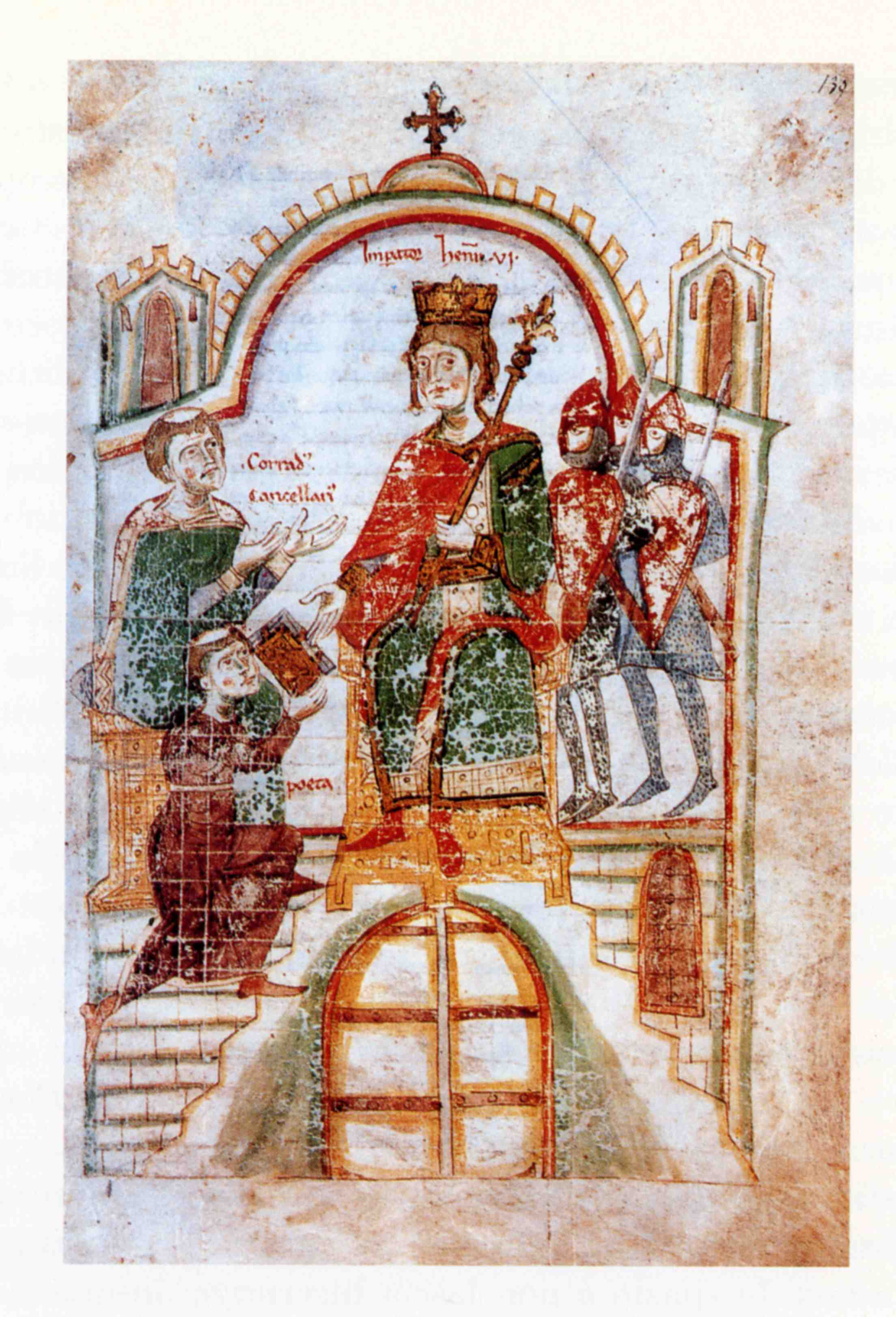
Pierre d'Éboli, agenouillée, offre son œuvre à l'empereur.